# ذرات ژانوس

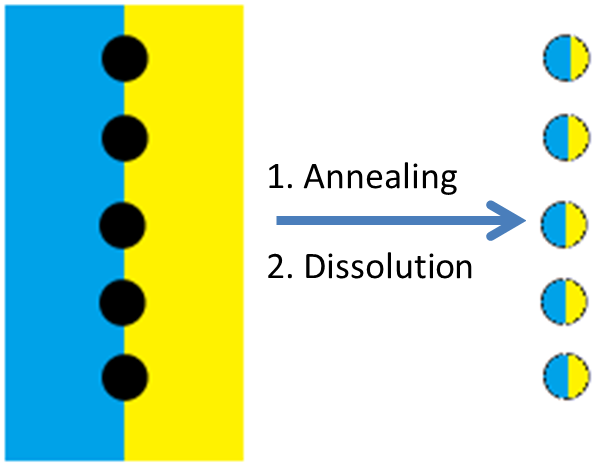
نمودار اصلی ایجاد نانوذرات ژانوس از طریق روش کوپلیمر بلوک

ذرات ژانوس به ذراتی با اندازه نانو گفته می‌شود که سطح آن‌ها دارای دو یا چند ناحیه متمایز با خواص فیزیکی ویژه می‌باشند. این خواص سطح متفاوت و متمایز به دو نوع واکنش مختلف شیمیایی اجازی بروز در یک ذره را می‌دهند. ساده‌ترین ذرات ژانوس ذراتی با دو ناحیه متمایز می‌باشند. برای مثال ممکن است نصف سطح ذره‌ای از مواد آب‌دوست تشکیل شود و مابقی از مواد آب‌گریز تشکیل شده باشد. این به ذرات خاصیت ویژه‌ای می‌دهد که وابسته به حالت غیر متقارن ذره می‌باشد. نام گذاری این ذرات با نام خدای ژانوس می‌باشد که اغلب با چهره‌ای دوسر تصویر شده‌است.